# Tjäderträsket (Malå socken, Lappland, 724520-161673)
Tjäderträsket är en sjö i Malå kommun i Lappland och ingår i Skellefteälvens huvudavrinningsområde. Sjön har en area på 2,22 kvadratkilometer och ligger 357,9 meter över havet. Sjön avvattnas av vattendraget Tjäderträskbäcken.

## Delavrinningsområde
Tjäderträsket ingår i det delavrinningsområde (724551-161477) som SMHI kallar för Utloppet av Tjäderträsket. Medelhöjden är 392 meter över havet och ytan är 13,32 kvadratkilometer. Det finns inga avrinningsområden uppströms utan avrinningsområdet är högsta punkten. Tjäderträskbäcken som avvattnar avrinningsområdet har biflödesordning 4, vilket innebär att vattnet flödar genom totalt 4 vattendrag innan det når havet efter 174 kilometer. Avrinningsområdet består mestadels av skog (64 procent) och sankmarker (16 procent). Avrinningsområdet har 2,22 kvadratkilometer vattenytor vilket ger det en sjöprocent på 16,7 procent.